# Ålsgårde

Ålsgårde är ett tidigare fiskeläge, numera villasamhälle och turistort, nordväst om Helsingör. Ålsgårde ligger i Helsingørs kommun och är numera en del av tätorten Hellebæk. Orten har en station på Hornbækbanen mellan Helsingør och Gilleleje.
Ålsgårde blev redan i början av 1900-talet en flitigt besökt badort för köpenhamnarna. Konstnären Frants Henningsens sommarvilla i Ålsgårde,
Rytterhuset från 1889 är kulturskyddad. 

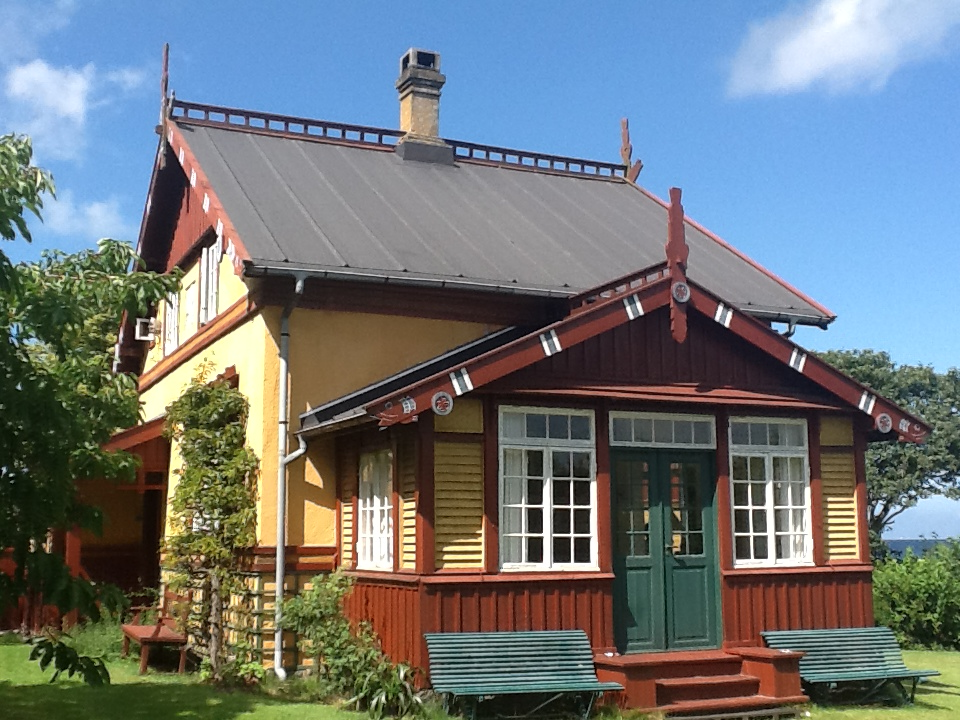
Rytterhuset